# ماونت زیون (ویسکانسین)
ماونت زیون (به انگلیسی: Mount Zion) یک منطقهٔ مسکونی در ایالات متحده آمریکا است که در شهرستان کرافورد، ویسکانسین واقع شده‌است. ماونت زیون ۳۵۹٫۹۷ متر بالاتر از سطح دریا واقع شده‌است.